# ギー・グナブユ
ギー・カッサ・ナブユ（フランス語: Guy Kassa Gnabouyou、1989年12月1日 - ）は、フランス・ブーシュ＝デュ＝ローヌ県マルセイユ出身のサッカー選手。ポジションはFW。コートジボワールにルーツを持つ。

## 経歴
オリンピック・マルセイユのユース出身。2007-08シーズンのル・マンUC戦でプロデビューした。
元U-21フランス代表である。

## 所属クラブ
- オリンピック・マルセイユ　2007-2010
- USオルレアン・ロワレ　2010-2011.1
- パリFC　2011.1-9
- FCインテル・トゥルク　2011.9-2013.12
- カロニFC　2013.12-2014
- スリマ・ワンダラーズFC 2014-2015
- FCインテル・トゥルク 2016-2017